# Gul skogsblomfluga
Gul skogsblomfluga (Dasysyrphus hilaris) är en tvåvingeart som först beskrevs av Zetterstedt 1843.  Gul skogsblomfluga ingår i släktet skogsblomflugor, och familjen blomflugor. Arten är reproducerande i Sverige.